# 제임스 베이콘
제임스 베이콘(James Bacon, 1914년 5월 12일 ~ 2010년 9월 18일)은 미국의 각본가, 영화 프로듀서, 저널리스트, 작가, 텔레비전 배우, 전기 작가, 영화배우이다.
버펄로에서 태어났다.

## 영화
- 더 롱샷 (1986년)
- 굿 가이스 (1979년)
- 리벤지 게임 (1976년)
- 칼라타칸 구출 작전 (1976년)
- 아웃핏 (1974년)
- 더 세븐 미니츠 (1971년)
- 혹성 탈출 3 - 제3의 인류 (1971년)
- 제12순찰대 (1968년)
- 혹성탈출 (1968년)
- 미국의 암흑가 (1961년)
- 페페 (1960년)